# 닉 E. 태러베이
닉 E. 태러베이(Nick E. Tarabay, 1975년 8월 28일 ~ )는 미국의 배우이다.

## 출연 작품
- 퍼시픽 림: 업라이징 - 소니 역